# Ryszard Zaradny
Ryszard Marcin Zaradny – polski politolog, doktor habilitowany nauk o polityce. 
W 1994 roku obronił rozprawę doktorską na temat System polityczny Polski w latach 1948-1956. Pracuje na Uniwersytecie Zielonogórskim, w Wydziale Humanistycznym, w Instytucie Politologii. 
W 2022 odznaczony Srebrnym Krzyżem Zasługi.

## Publikacje
- Droga do sowietyzmu (1998)
- System polityczny Polski w latach 1948-1956 (2000)
- System polityczny Rzeczypospolitej Polskiej (2000)
- Władze lokalne Zielonej Góry w pierwszych latach powojennych (2007)
- Polityka oświatowa w Zielonej Górze w pierwszym dziesięcioleciu powojennym (2007)
- Władza i społeczność Zielonej Góry w latach 1945-1975 (2009)